# László Bölöni
Ladislau Bölöni, conocido por László Bölöni (Târgu Mureş, Rumania, 11 de marzo de 1953), es un exfutbolista y actual entrenador de fútbol rumano. Empezó su carrera de futbolista profesional en el ASA Târgu Mureş, donde fue remarcado por los entrenadores del importante equipo rumano Steaua Bucarest. Bölöni aceptó firmar con el Steaua en 1984, consiguiendo ganar con el Steaua la Copa de Europa en 1986 y la Supercopa de Europa en 1987. Actualmente está sin club.

## Trayectoria

### Como jugador
La carrera profesional de Bölöni se inicia en el ASA Târgu Mureş, al cual llegó en 1970 tras jugar en el Chimica Târnăveni. Pero sin duda alguna donde mayormente triunfó como futbolista fue en el Steaua Bucarest, club donde llegó a disputar la final de la Copa de Europa de 1986. Contra todo pronóstico, su equipo ganó el trofeo europeo nada más ni nada menos que al FC Barcelona, en Sevilla, por penales. Pese a que Bölöni falló su lanzamiento, la participación del portero Helmuth Duckadam fue determinante en la obtención del título (2-0).
Después pasó al fútbol belga y francés, concretamente a clubes de divisiones menores (Racing Jet Brussels, US Créteil y US Orléans).
Disputó más de 100 partidos con la selección rumana y fue uno de los jugadores más importantes en dicho país en los años '70 y '80. Futbolista elegante y con alta precisión en su pierna izquierda, marcó un importante gol ante Italia en 1983 que a la postre significó la clasificación de Rumania para la Eurocopa 1984. En el torneo final volvió a marcar ante España.

### Como entrenador
Como entrenador, Bölöni también tuvo algunos éxitos. Primero fue en el AS Nancy francés, donde en ocho temporadas, sólo ganó la Ligue 2 en 1998. Después entrenó a la selección de Rumania, pero solo duró unos meses, debido a una oferta venida de Portugal.
Fichó por el Sporting de Lisboa en el 2001, donde ganó una Liga y una Copa de Portugal, ambas en el 2002. Además, en el club lusitano, bajo el mando del rumano, surgieron figuras como Ricardo Quaresma, Cristiano Ronaldo y Hugo Viana, que en ese entonces estaban dándose a conocer.
Volvió a Francia para entrenar al Stade Rennais en tres temporadas, logrando como mejor resultado el 4.º puesto en la Ligue 1 2004-05. También dirigió al AS Mónaco durante algunos meses (fue destituido tras sólo 10 jornadas de la Ligue 1 2006-07 debido a los malos resultados) antes de llegar al Al-Jazira Club de los Emiratos Árabes Unidos.
Entre 2008 y 2010, entrenó al Standard Lieja de Bélgica. En 2011, volvió a Francia para dirigir al Racing Club de Lens, pero no pudo evitar el descenso del equipo aurirojo a la Ligue 2.
En junio de 2011, Laszlo Bölöni acuerda su vinculación al PAOK Salónica FC por dos temporadas, aunque sólo llegó a estar en el banquillo una de ellas, antes de fichar por el Al Khor de Catar.
Tras una breve etapa en el Ittihad FC, firmó por el Royal Antwerp, al que entrenó durante 3 años. En 2020, pasó al banquillo del KAA Gante.
En la temporada 2020-21, dirigió al Panathinaikos de la Superliga de Grecia.
En junio de 2022, se incorporó al FC Metz.

## Clubes

### Como jugador
| Club                | País    | Año       | Partidos | Goles |
| ------------------- | ------- | --------- | -------- | ----- |
| ASA Târgu Mureş     | Rumania | 1970-1984 | 406      | 64    |
| FC Steaua Bucarest  | Rumania | 1984-1987 | 97       | 24    |
| Racing Jet Brussels | Bélgica | 1987-1988 | 16       | 0     |
| US Créteil          | Francia | 1988-1989 | 11       | 2     |
| US Orléans          | Francia | 1989-1992 | 77       | 4     |

### Como entrenador
| Club                           | País                   | Año       | PJ  | G   | E   | P   | Efect. % |
| ------------------------------ | ---------------------- | --------- | --- | --- | --- | --- | -------- |
| AS Nancy                       | Francia                | 1994-2000 | 251 | 92  | 81  | 78  | 47,41%   |
| Selección de fútbol de Rumania | Rumania                | 2000-2001 | 10  | 6   | 1   | 3   | 63%      |
| Sporting de Lisboa             | Portugal               | 2001-2003 | 89  | 52  | 21  | 16  | 66,29%   |
| Stade Rennais                  | Francia                | 2003-2006 | 135 | 55  | 29  | 51  | 47,90%   |
| AS Mónaco                      | Francia                | 2006      | 11  | 2   | 2   | 7   | 24,24%   |
| Al-Jazira Club                 | Emiratos Árabes Unidos | 2007-2008 | 29  | 16  | 7   | 6   | 63,21%   |
| Standard de Lieja              | Bélgica                | 2008-2010 | 82  | 42  | 20  | 20  | 59,43%   |
| Al-Wahda Abu Dabi              | Emiratos Árabes Unidos | 2010      | 1   | 1   | 0   | 0   | 100%     |
| RC Lens                        | Francia                | 2011      | 21  | 4   | 7   | 10  | 30,16%   |
| PAOK Salónica                  | Grecia                 | 2011-2012 | 51  | 24  | 14  | 13  | 56,21%   |
| Al Khor                        | Catar                  | 2012-2015 | 74  | 19  | 32  | 23  | 40,09%   |
| Ittihad FC                     | Arabia Saudita         | 2015      | 9   | 6   | 1   | 2   | 70,37%   |
| Royal Antwerp                  | Bélgica                | 2017-2020 | 118 | 51  | 33  | 34  | 52,54%   |
| KAA Gante                      | Bélgica                | 2020      | 3   | 1   | 0   | 2   | 33%      |
| Panathinaikos                  | Grecia                 | 2020-2021 | 30  | 14  | 6   | 10  | 53%      |
| FC Metz                        | Francia                | 2022-2024 | 72  | 29  | 18  | 25  | 48,61%   |
| Total                          | Total                  | Total     | 988 | 414 | 274 | 300 | 51,14%   |

## Palmarés

### Como jugador
| Título              | Club               | País    | Año  |
| ------------------- | ------------------ | ------- | ---- |
| Liga I              | FC Steaua Bucarest | Rumania | 1985 |
| Copa de Rumania     | FC Steaua Bucarest | Rumania | 1985 |
| Liga I              | FC Steaua Bucarest | Rumania | 1986 |
| Copa de Europa      | FC Steaua Bucarest | Rumania | 1986 |
| Supercopa de Europa | FC Steaua Bucarest | Rumania | 1986 |
| Liga I              | FC Steaua Bucarest | Rumania | 1987 |
| Copa de Rumania     | FC Steaua Bucarest | Rumania | 1987 |

### Como entrenador
| Título                   | Club               | País                   | Año  |
| ------------------------ | ------------------ | ---------------------- | ---- |
| Ligue 2                  | AS Nancy           | Francia                | 1998 |
| Primeira Liga            | Sporting de Lisboa | Portugal               | 2002 |
| Copa de Portugal         | Sporting de Lisboa | Portugal               | 2002 |
| Supercopa de Portugal    | Sporting de Lisboa | Portugal               | 2002 |
| Copa de Clubes del Golfo | Al-Jazira Club     | Emiratos Árabes Unidos | 2007 |
| Supercopa de Bélgica     | Standard de Lieja  | Bélgica                | 2008 |
| Primera división         | Standard de Lieja  | Bélgica                | 2009 |
| Supercopa de Bélgica     | Standard de Lieja  | Bélgica                | 2009 |